# Úřední povolení k provozování dráhy
Úřední povolení k provozování dráhy, zkráceně úřední povolení, je v České republice jednou z podmínek k provozování dráhy podle zákona o dráhách. Povolení vydává věcně a místně příslušný drážní správní úřad, jímž je pro železniční dráhy s výjimkou drah speciálních (metra) Drážní úřad, pro ostatní dráhy (tramvajové, trolejbusové, lanové, speciální železniční) obecní úřad obce s rozšířenou působností. Právní úprava je obsažena v § 11–18 zákona o dráhách č. 266/1994 Sb. U nestátních železničních drah je evidenční číslo úředního povolení zároveň jedinečným identifikátorem dané dráhy. 

## Podmínky
Podmínkou pro vydání povolení je, že osoba, které povolení bylo vydáno nebo její odpovědný zástupce nebo statutární orgán nebo člen statutárního orgánu právnické osoby dosáhli věku 21 let, jsou plně svéprávní, bezúhonní a odborně způsobilí. Bezúhonnost se vztahuje na úmyslné trestné činy, v souvislosti s povolovanou činností též na nedbalostní trestné činy. 
Odbornou způsobilost prokazuje žadatel 
- dokladem o ukončeném vysokoškolském vzdělání ekonomického nebo dopravního nebo technického nebo právního zaměření a dokladem o vykonání tříleté praxe v řídící činnosti v oboru provozování drah nebo
- dokladem o ukončení úplného středního odborného vzdělání ekonomického nebo dopravního nebo technického zaměření a dokladem o vykonání pětileté praxe v řídící činnosti v oboru provozování drah.

V případě dráhy celostátní nebo regionální je navíc podmínkou prokázat finanční způsobilost k provozování této dráhy. Prokazuje se podrobným obchodním rozpočtem na roční účetní období, objemem dostupných finančních prostředků včetně stavu bankovních účtů a úvěrů, provozním kapitálem, a pokud provozovatel vykonával podnikatelskou činnost i v předchozím účetním období, pak i účetní závěrkou ověřenou auditorem, včetně přílohy. 
V žádosti musí žadatel doložit existenci právnické osoby (je-li právnickou osobou), smluvní vztah s odpovědným zástupcem (byl-li ustanoven), odbornou způsobilost osoby, od které je vyžadována, vlastnictví dráhy nebo právní vztah žadatele k dráze, technickou způsobilost dráhy k provozování, finanční způsobilost (jde-li o dráhu celostátní nebo regionální) a zaplacení správního poplatku. 
Drážní správní úřad musí o žádosti rozhodnout do 60 dnů od doručení. Na vydání úředního povolení není právní nárok. Na základě odůvodněné žádosti provozovatele drážní správní úřad rozhodně o změně úředního povolení, došlo-li ke změně skutečností, na základě kterých bylo rozhodováno o vydání. 

## Náležitosti
Úřední povolení obsahuje identifikaci provozovatele dráhy, identifikaci členů statutárního orgánu nebo odpovědného zástupce, označení vlastníka dráhy a označení dráhy a její popis, datum zahájení provozování dráhy, dobu platnosti povolení a další podmínky provozování dráhy. Úřední povolení je nepřenosné. 
Jde-li o zkušební dráhu, drážní správní úřad navíc stanoví podmínky, za jakých lze na této dráze provozovat zkušební provoz drážních vozidel nebo zkoušky pro schválení typu nebo změny typu drážních vozidel a drážní infrastruktury. 

## Zrušení a zánik
Drážní správní úřad rozhodne o zrušení úředního povolení, pokud provozovatel dráhy přestal splňovat předpoklady pro vydání úředního povolení nebo porušil ustanovení zákona o dráhách nebo podal návrh na zrušení úředního povolení. Pokud provozovatel dráhy nechce provozovat dráhu, je povinen o této skutečnosti ve lhůtě jednoho roku před podáním návrhu na zrušení úředního povolení k provozování dráhy vyrozumět příslušný drážní správní úřad i  vlastníka dráhy. 
Úřední povolení zaniká tak uplynutím doby, na kterou bylo vydáno, dnem zániku provozovatele dráhy, je-li právnickou osobou, nebo uplynutím 30 dnů od úmrtí provozovatele, je-li fyzickou osobou, nebo dnem zrušení dráhy. 

## Číslování úředních povolení vydávaných Drážním úřadem
Drážní úřad používá v úředních povoleních nejvýše čtyřciferná „čísla úředního povolení“, která v publikovaných seznamech železničních vleček, místních drah a zkušebních drah a v seznamu provozovatelů regionálních drah slouží zpravidla též jako jednoznačné identifikátory jednotlivých drah. V plném označení (evidenčním čísle) úředního povolení tomuto čtyřčíslí předchází zkratka ÚP a letopočet, oddělené lomítky, např. „ÚP/2017/8021“, v některých přehledech však Drážní úřad používá pouze zkrácené označení bez písmenné zkratky a letopočtu. 
Čísla úředních povolení pro celostátní dráhu a pro regionální dráhy v majetku Česko republiky začínají číslicí 9, povolení je vydáno souhrnně pro všechny úseky dráhy nebo souhrn drah určité kategorie provozované stejným provozovatelem:
- ÚP/2008/9002: Správa železnic, celostátní dráha
- ÚP/2008/9004: České dráhy, úseky celostátní dráhy (vybraná DKV a RSM)
- ÚP/2008/9003: Správa železnic, regionální dráhy v majetku České republiky

Čísla úředních povolení pro ostatní regionální dráhy začínají číslicí 8:
- ÚP/1997/8001: Jindřichohradecké místní dráhy, Jindřichův Hradec – Obrataň
- ÚP/1997/8003: Jindřichohradecké místní dráhy, Jindřichův Hradec – Nová Bystřice
- ÚP/1997/8005: PKP Cargo International (dříve Advanced World Transport), Milotice nad Opavou – Vrbno pod Pradědem
- ÚP/2005/8014: SART-stavby a rekonstrukce, Šumperk – Petrov nad Desnou – Sobotín, Petrov nad Desnou – Kouty nad Desnou
- ÚP/2008/8015: KŽC Doprava, Česká Kamenice – Kamenický Šenov
- ÚP/2012/8016: PDV Railway, Trutnov hlavní nádraží – Svoboda nad Úpou
- ÚP/2012/8017: PDV Railway, Sokolov – Kraslice
- ÚP/2014/8018 (dříve též 8019?): Správa železnic, dráha Sedlnice – Mošnov, Ostrava Airport
- ÚP/2017/8020: AŽD Praha, Dolní Bousov – Kopidlno
- ÚP/2017/8021: AŽD Praha, Čížkovice – Obrnice

Čísla úředních povolení pro zkušební dráhy začínají číslicí 9:
- 9016: Výzkumný Ústav Železniční, železniční zkušební okruh Cerhenice
- 9017: CZ Logistics: zkušební dráha CZ LOKO Česká Třebová
- 9018: CZ Logistics: zkušební dráha CZ LOKO Jihlava

Čísla úředních povolení pro místní dráhy netvoří jednotnou číselnou řadu:
- 9019: Railway Capital, Čejč – Uhřice u Kyjova
- 9020: Railway Capital, Hrušovany nad Jevišovkou-Šanov – Hevlín
- 5445: Dr. ZENKL s.r.o., Nové Údolí – státní hranice/PJD (ponecháno evidenční číslo, které odpovídá kategorii vlečky)

První česká místní dráha, na niž byl v říjnu 2020 degradován nefunkční úsek celostátní dráhy od stanice Praha-Malešice do stanice Praha-Žižkov, v seznamu provozovaných místních drah uvedena není. 
Číslování úředních povolení pro vlečky začíná u čísel dvojciferných (například povolení pro vlečku Liberty Ostrava a.s. má číslo 13) a trojciferných a pokračuje čísly, kde řád tisíců je vyjádřen číslicemi 1, 2, 3, 4 nebo 5. Drážní úřad také pravidelně aktualizuje seznam zrušených vleček, ve kterém však evidenční číslo posledního platného úředního povolení neuvádí.